# Franciszek (biskup kijowski)
Franciszek ze Lwowa (zm. 26 kwietnia 1536) – duchowny rzymskokatolicki, pełnił funkcję kanonika płockiego i lwowskiego. Od 11 lutego 1534 biskup kijowski.